# Igreja Matriz de Veiros
A Igreja Matriz de Veiros, ou Igreja de São Salvador de Veiros, situa-se na freguesia de Veiros, no Município de Estremoz, Distrito de Évora, Portugal.
A Igreja Matriz de Veiros está classificada como Imóvel de Interesse Público desde 2002, encontrando-se aberta ao público para visita, devendo-se solicitar a respectiva chave.

## História
A original igreja matriz já existia em Veiros em 1359, no mesmo local, sendo dedicada a Santa Maria Madalena.
A actual igreja foi construída a partir de 1559, por mando da Ordem de Avis, com licença do Cardeal D. Henrique, Arcebispo de Évora e Regente do Reino. O arquitecto foi Afonso Álvares. Já era sede da vigararia, em 1534, aquando da Visitação ordenada pelo Cardeal D. Afonso 
Em 1600 foi pintado o fresco da capela e do retábulo de São João Baptista. No século XVIII foram executadas obras de remodelação da zona ao redor, tendo sido destruída a muralha e porta militar que que se encontrava na frente da igreja. Em 1725 realizou-se a construção de um dos três sinos, dedicado ao Cristo Salvador. No séc XVIII foi alterada a decoração da Capela de São João Baptista, de Nossa Senhora do Rosário e de Santo António. Em 1866 foi construído o segundo sino, e em 1876 o terceiro sino. Em 1926 a capela-mor foi decorada com pinturas a óleo.

## Características
Igreja com interior rectangular, com três naves e três tramos com cabeceira e cruzeiro. A igreja, no seu conjunto, apresenta traços e características estilísticas de distintas épocas: medieval, tardo-medieval (uma inscrição de 1322, o Altar de São Brás e a Capela de São João Baptista), maneirista (o exterior e a estrutura base interior), barroco, rococó (o campanário) e neoclássico (altares).